# さこリッチ
さこリッチ（本名：前迫 靖斉、1983年6月9日 - ）は、吉本興業所属のピン芸人。静岡県住みます芸人。起業家。

## 来歴
広島県広島市出身。2002年にNSC広島校に1期生として入学。コンビとして広島県内で2年間ほど活動するも解散し、1人で上京をしてピン芸人として活動。2007年に共通の知り合いだった東京NSC12期生とお笑いコンビ、ちゅ～りっぷを結成。
2014年7月に東京都から静岡県へコンビで移住し、静岡県住みます芸人に就任。
沼津ラクーンよしもと劇場を拠点とし、主に静岡県内のテレビ・ラジオ・各種イベントに出演。
2020年末にコロナ禍がきっかけとなり、ちゅ～りっぷを解散。2021年よりピン芸人として活動を開始。コンビ時代は前迫.という名称で活動してきたが、2021年4月に現在の芸名であるさこリッチへ改名。
2023年7月に、358株式会社を静岡県三島市で起業。同社のCEOに就任。
2023年8月から、さこリッチ芸歴20周年記念単独LIVEツアー「ZENRYOKU」を静岡県内3都市にて開催。

## 人物
身長166cm、体重65kg。血液型はB型。趣味は食べ歩き、動画編集、人の話を聞くこと。特技はスキューバダイビングで、ライセンスも取得しており、しずおかの海PR大使も務めている。また、レクリエーション介護士の資格を取得しており、よしもとお笑い介護ブのメンバーとして静岡県内の介護福祉施設でのレクチャーなどを行っている。
持ちネタは、漫談や奇抜なキャラに扮しての1人コントが多い。自称「口笛漫談師」。
さこリッチが沼津ラクーンよしもと劇場の所属芸人であることから、沼津ラクーンよしもと劇場の舞台に立つ東京や大阪の吉本芸人との共演機会も多く、自身がレギュラーパーソナリティを務めているラジオ番組では「楽屋速報」というコーナーを持ち、そこで沼津ラクーンよしもと劇場の楽屋で起きた珍事件などを毎週報告している。

## 出演

### テレビ番組
現在
- 小倉淳の47フォーカス（BSよしもと、2023年7月 - ）※不定期レギュラー
- 発信Live ジモトノチカラ!（BSよしもと、2024年7月 - ）※不定期レギュラー

過去
- とびっきり！しずおか 土曜版（静岡朝日テレビ、2018年10月 - 2022年3月）木曜レギュラー
- トコチャンワイド（TOKAIケーブルネットワーク、2018年10月 - 2025年3月 ）木曜レギュラー
- Cheeky's a GoGo!〜行く・見る・味わう・楽しいニッポン〜（BSよしもと、2022年3月 - 2023年6月）※月曜レギュラー
- キクテレミルラジ265（BSよしもと、2023年7月 - 2024年6月）※不定期レギュラー
- 推しはま （浜松ケーブルテレビ、2024年5月1日 - 5月31日）
- すゑひろがりずのあっぱれふるさと珍道中（チャンネル700、2024年6月9日）
- あかまヨガスマイル～全国自撮り旅～（BSよしもと、2024年7月11日、18日、25日、8月1日） アテンドゲスト[13]

### ラジオ番組
現在
- さこリッチの水曜焼肉おじさん（VOICE CUE、2021年4月 - ）レギュラー[14]
- さこリッチの深夜に楽屋ヒソヒソ話（K-MIX、2024年10月 - ）レギュラー[15]

過去
- 今日どうだった？（RADIO LUSH、2024年8月 - 2025年3月 ）火・木・金曜レギュラー[16]